# Ronja Räubertochter (Film)
Ronja Räubertochter (auch unter dem Titel Ronja, die Räubertochter bekannt) ist ein schwedisch-norwegischer Film aus dem Jahr 1984. Er basiert auf dem gleichnamigen Kinderbuch von Astrid Lindgren. Gelegentlich wird der Spielfilm im Fernsehen als Dreiteiler gezeigt. Der Film wurde in Deutschland erstmals im Februar 1985 im Rahmen der Berlinale gezeigt.

## Handlung
Ronja ist die Tochter des Räuberhauptmanns Mattis und seiner Frau Lovis. Sie wächst auf der Mattisburg im Mattiswald zusammen mit ihren Eltern und deren Räuberbande auf, bis sie eines Tages Birk Borkasohn, den Sohn des verfeindeten Räuberhauptmanns Borka und dessen Frau Undis, kennenlernt. Deren Sippe (die Borkaräuber) hat sich in einem durch Blitzschlag vom Hauptbau getrennten Gebäudeteil der Mattisburg eingenistet. Dieser Teil wird seitdem als Borkafeste bezeichnet.
Indem sie einander in brenzligen Situationen helfen, werden Ronja und Birk rasch beste Freunde, sehr zum Ärger ihrer verfeindeten Eltern, die sich gegen die tiefe Freundschaft der Kinder stellen. Als Mattis Birk gefangen nimmt und Ronja sich deshalb in die Hände Borkas begibt, eskaliert der Konflikt zwischen den beiden Sippen. Ronja und Birk ziehen gemeinsam in eine Höhle im Wald. Mattis’ Sehnsucht nach seiner Tochter bewegt ihn schließlich dazu, mit Borka in Dialog zu treten, um den Konflikt zu lösen.

## Hintergrund
Die Verfilmung von Ronja Räubertochter wurde von zwei Trauerfällen überschattet. Der Regisseur Olle Hellbom, welcher den Filmdreh vorbereitete, starb kurz vor den Dreharbeiten an Magenkrebs und wurde durch Tage Danielsson ersetzt, der kurz nach Vollendung des Films an Hautkrebs starb.
Die Miniserie ist etwa 15 Minuten länger (135 Minuten) als die Spielfilmfassung (121 Minuten) und enthält damit einige Szenen, die in der Kinofassung nicht vorhanden waren. Mittlerweile sind beide Fassungen auf DVD erhältlich.
Ronja blieb Hanna Zetterbergs einzige Rolle als Schauspielerin. Von 1994 bis 1998 saß sie für die Vänsterpartiet als Abgeordnete im schwedischen Reichstag.

## Drehorte

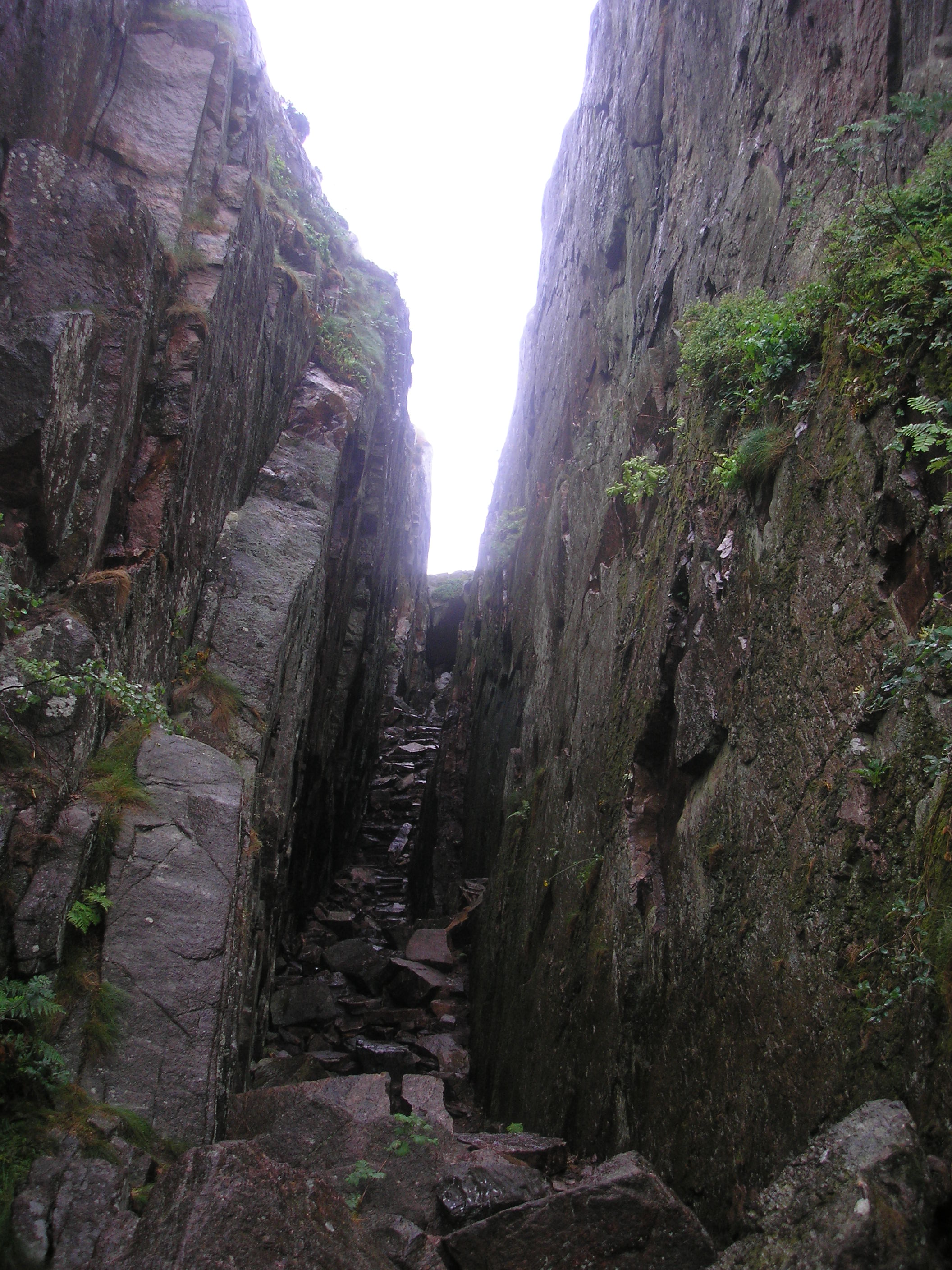
Die Kungsklyftan in der Kommune Fjällbacka

Der Film wurde hauptsächlich in Schweden gedreht.
- Frühlingswiese und Sumpf: Hallands Väderö
- Inneneinspielungen der Burg: Filmparken AS Bekkestua
- Graugnome: Laxarby, Dalsland
- Burgszenen und Waldeinspielungen: Dalsland, Berg Sörknatten
- Flussszenen: Gaustafallet Jämtland
- Sprung über die Schlucht (Trick): Årsta Industriegebiet/Lagerhalle
- Trick Rumpelwichte und Wildruden: Filmstaden Råsunda
- Keller der Mattisburg: Tykarpsgrottan, Ignaberga, Skåne
- Kampfszene der Räuber: Kommune Solna (Stora Haga slottsruin)
- Steinbruch beim Berg Sörknatten
- Bärenhöhle und Höllenschlund: Sörknatten Naturreservat Predikstolen
- Kungsklyftan bei Fjällbacka
- Hof der Mattisburg: Fengersfors alter Steinbruch

## Besetzung und Synchronisation
Die deutsche Synchronfassung entstand bei der Arena Synchron, Berlin. Ruth Leschin schrieb das Dialogbuch und führte Regie.
| Rolle       | Darsteller       | Synchronsprecher   |
| ----------- | ---------------- | ------------------ |
| Ronja       | Hanna Zetterberg | Janina Richter     |
| Birk        | Dan Håfström     | Dennis Schmidt-Foß |
| Mattis      | Börje Ahlstedt   | Jürgen Kluckert    |
| Lovis       | Lena Nyman       | Barbara Ratthey    |
| Borka       | Per Oscarsson    | Wolfgang Condrus   |
| Glatzen-Per | Allan Edwall     | Michael Chevalier  |
| Klein-Klipp | Tommy Körberg    | Wolfgang Ziffer    |
| Undis       | Med Reventberg   | Hallgerd Bruckhaus |

## Kritiken
„Das liebenswert optimistische, witzige und spannende Abenteuer-Märchen nach dem Roman von Astrid Lindgren besticht durch seine exzellenten Darsteller und seine große handwerkliche Sorgfalt. Ein Film für Kinder, der auch Erwachsenen Spaß macht.“

„Sicherlich eine der gelungensten Astrid-Lindgren-Verfilmungen, die eine poetische, romantische Geschichte einer Freundschaft erzählt und die Figuren des Romans Menschen aus Fleisch und Blut werden lässt. Die exzellente Kameraführung fängt Tier- und Naturbilder von atemberaubender Schönheit ein, Regisseur Tage Danielsson gelang ein mitreißender, spannender und humorvoller Kinderfilm, bei dem der Fantasie keine Grenzen gesetzt sind und der Alt und Jung verzaubert.“

„Gewitzte, originelle Astrid-Lindgren-Verfilmung, in der die Kinder mal wieder weiser aussehen als die Erwachsenen.“

Der Film wurde vom Bundesverband Jugend und Film und der Fachzeitschrift Kinder- und Jugendfilm-Korrespondenz in einen 14 Filme umfassenden Kinderfilmkanon für Kinder im Alter von 6 bis 12 Jahren aufgenommen.

## Auszeichnungen
- Internationale Filmfestspiele Berlin 1985 – Sonderpreis für einen Film von besonderer Phantasie[6], Leserpreis der Berliner Morgenpost
- Festival Prijs (Amsterdam) 1986 (årets barnpris; Cinekid)
- Festivalpreis (Berlin) 1985 (Berliner Morgenpost, Leserpreis)